# NGC 6594
NGC 6594 (również PGC 61482) – galaktyka spiralna (S), znajdująca się w gwiazdozbiorze Smoka. Odkrył ją Lewis A. Swift 14 czerwca 1885 roku.